# Adistemia watsoni
Adistemia watsoni är en skalbaggsart som först beskrevs av Thomas Vernon Wollaston 1871.  Adistemia watsoni ingår i släktet Adistemia, och familjen mögelbaggar. Arten förekommer tillfälligt i Sverige, men reproducerar sig inte.

## Bildgalleri

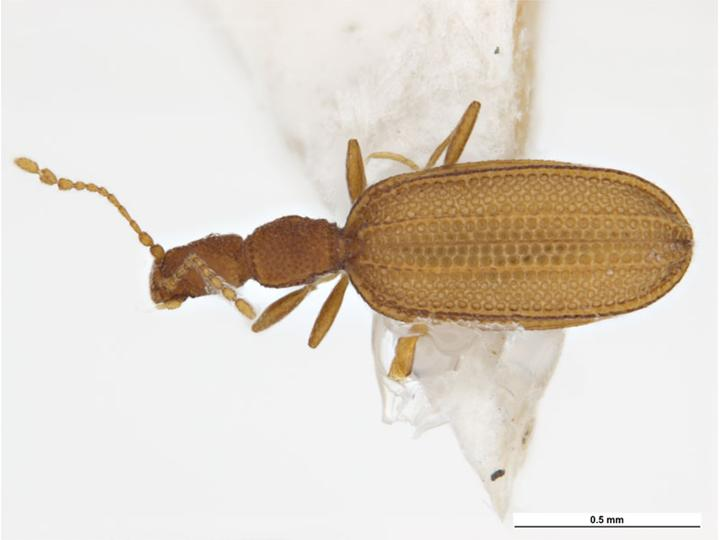